# VD 16
فهرست کتابهای چاپ‌شده در کشورهای آلمانی‌زبان در قرن شانزدهم (آلمانی: Verzeichnis der im deutschen Sprachbereich erschienenen Drucke des 16. Jahrhunderts) که به اختصار «VD 16» گفته می‌شود، پروژه‌ای برای ایجاد فهرست کتابشناسی ملی آلمانی به‌صورت گذشته‌نگر برای قرن شانزدهم میلادی است. مفاد این پروژه مابین سال‌های ۱۹۶۹–۱۹۹۹ گردآوری و تدوین شده‌است و بودجه آن توسط بنیاد پژوهش آلمان تأمین می‌شود.
مشابه همین فهرست برای آثار قرن‌های هفدهم و هجدهم نیز تدوین شده‌است که به آنها VD 17 و VD 18 می‌گویند. کارکردی که این فهرست برای تاریخ کتاب‌شناختی منطقه فرهنگی آلمان دارد مشابه کارکرد کاتالوگ عناوین کوتاه انگلیسی‌زبان در بریتانیا و آمریکای شمالی است.